# Norgesmesterskapet 1953
La Norgesmesterskapet 1953 di calcio fu la 48ª edizione del torneo. La squadra vincitrice fu il Viking, che vinse la finale contro il Lillestrøm con il punteggio di 2-1.

## Risultati

### Terzo turno
| Squadra 1        | Risultato | Squadra 2   |
| ---------------- | --------- | ----------- |
| Sparta Sarpsborg | 5 – 0     | Drafn       |
| Fredrikstad      | 2 - 3     | Pors        |
| Sagene           | 4 – 1     | Nordnes     |
| Strømmen         | 1 - 2     | Kapp        |
| Hamar            | 3 – 2     | Larvik Turn |
| Gjøvik-Lyn       | 2 – 0     | Sarpsborg   |
| Raufoss          | 0 - 3     | Asker       |
| Fram Larvik      | 2 – 0     | Solberg     |
| Odd              | 4 – 2     | Donn        |
| Viking           | 7 – 0     | Flekkefjord |
| Varegg           | 0 - 2     | Stavanger   |
| Brann            | 2 – 1     | Lisleby     |
| Langevåg         | 1 - 6     | Skeid       |
| Molde            | 0 - 1     | Ranheim     |
| SK Brage         | 1 - 2     | Lillestrøm  |
| Falken           | 2 – 1     | Sverre      |

### Quarto turno
| Squadra 1  | Risultato      | Squadra 2        |
| ---------- | -------------- | ---------------- |
| Skeid      | 2 - 3          | Fram Larvik      |
| Asker      | 2 – 0          | Falken           |
| Lillestrøm | 4 – 1          | Gjøvik-Lyn       |
| Kapp       | 1 - 1 (d.t.s.) | Odd              |
| Stavanger  | 1 – 0          | Sparta Sarpsborg |
| Brann      | 2 - 2 (d.t.s.) | Sagene           |
| Ranheim    | 1 – 0          | Hamar            |

#### Ripetizione
| Squadra 1 | Risultato | Squadra 2 |
| --------- | --------- | --------- |
| Odd       | 5 – 3     | Kapp      |
| Sagene    | 2 – 1     | Brann     |

### Quarti di finale
| Squadra 1  | Risultato | Squadra 2   |
| ---------- | --------- | ----------- |
| Lillestrøm | 2 – 1     | Fram Larvik |
| Odd        | 0 - 2     | Asker       |
| Ranheim    | 3 – 1     | Stavanger   |
| Viking     | 6 – 0     | Sagene      |

### Semifinali
| Squadra 1 | Risultato      | Squadra 2  |
| --------- | -------------- | ---------- |
| Ranheim   | 0 - 3          | Lillestrøm |
| Asker     | 1 - 1 (d.t.s.) | Viking     |

#### Ripetizione
| Squadra 1 | Risultato | Squadra 2 |
| --------- | --------- | --------- |
| Viking    | 1 – 0     | Asker     |

### Finale
| Arbitro: | Helgesen |

|                                 |           |               |
| H. Kindervåg 25’ Ingvaldsen 70’ | Marcatori | 80’ Bergersen |

#### Formazioni
| Viking (2-3-5) |  |                    |     |
|                |  |                    |     |
| POR            |  | Peder Svendsen     |     |
| DIF            |  | Bjarne Kindervåg   |     |
| DIF            |  | Lauritz Abrahamsen |     |
| CEN            |  | Kåre Bjørnsen      |     |
| CEN            |  | Edgar Falch        |     |
| CEN            |  | Victor Bergsten    |     |
| ATT            |  | Kåre Ingvaldsen    |     |
| ATT            |  | Rolf Bjørnsen      |     |
| ATT            |  | Karl Bø            |     |
| ATT            |  | Hilmar Paulsen     | 43’ |
| ATT            |  | Håkon Kindervåg    |     |
| A disposizione |  |                    |     |
| DIF            |  | Jan Ørke           | 43’ |

| Lillestrøm (2-3-5) |  |                   |
|                    |  |                   |
| POR                |  | Hans Kristiansen  |
| DIF                |  | Kjell Lund        |
| DIF                |  | Hans Hansen       |
| CEN                |  | Rolf Wahl         |
| CEN                |  | Ivar Christiansen |
| CEN                |  | Svein Bergersen   |
| ATT                |  | Ivar Hansen       |
| ATT                |  | Ivar Wahl         |
| ATT                |  | Sverre Borgersen  |
| ATT                |  | Gunnar Arnesen    |
| ATT                |  | Gunnar Lund       |